# Фронт социалистических сил

Старая эмблема Фронта социалистических сил

«Фронт социалистических сил» (фр. Front des Forces socialistes, FFS, араб. جبهة القوى الاشتراكية‎, кабильск. Tirni Iɣallen Inemlayen) — левая социал-демократическая и светская политическая партия в Алжире, база которой — кабильское население. Был создан в 1963 году. Основатель Хосеин Айт Ахмед. Партия — член Социалистического Интернационала.

## История
Партия основана 29 сентября 1963 года в Тизи-Узу как оппозиция правительству Бен Белла. После создании партии многие города Кабилии поддержали партию, но она вскоре была запрещена — вплоть до 1990 года. Тем не менее, и впредь бойкотировала выборы 2002, 2007 и 2009 года. Перед выборами 2012 года вела переговоры с троцкистской Партией трудящихся, но в итоге приняла участие самостоятельно и стала второй по представительству оппозиционной силой (27 депутатов).